# Кмитівська сільська рада
Кмитівська сільська рада — колишня адміністративно-територіальна одиниця та орган місцевого самоврядування у Левківському і Коростишівському районах Волинської округи, Київської й Житомирської областей Української РСР та України з адміністративним центром у с. Кмитів.

## Населені пункти
Сільській раді підпорядковувались населені пункти:
- с. Кмитів
- с. Великі Кошарища
- с. Малі Кошарища

## Населення
Кількість населення ради, станом на 1923 рік, становила 1 042 особи, кількість дворів — 200.
Кількість населення сільської ради, станом на 1924 рік, становила 1 113 осіб.
Відповідно до результатів перепису населення СРСР, кількість населення ради, станом на 12 січня 1989 року, становила 1 293 особи.
Станом на 5 грудня 2001 року, відповідно до перепису населення України, кількість мешканців сільської ради становила 1 309 осіб.

## Склад ради
Рада складалась з 16 депутатів та голови.

### Керівний склад сільської ради
| ПІБ                          | Основні відомості                                                 | Дата обрання | Дата звільнення |
| ---------------------------- | ----------------------------------------------------------------- | ------------ | --------------- |
| Зябкіна Валентина Сергіївна  | Сільський голова, 1949 року народження, освіта, позапартійна      | 26.03.2006   | 31.10.2010      |
| Яремчук Валентина Миколаївна | Сільський голова, 1968 року народження, освіта вища, позапартійна | 31.10.2010   |                 |

Примітка: таблиця складена за даними джерела

## Історія
Створена 1923 року в складі сіл Кмитів, Малі Кошарища та колонії Левківський Корчунок Левківської волості Житомирського повіту Волинської губернії. Станом на 1 жовтня 1941 року кол. Левківський Корчунок не перебуває на обліку населених пунктів.
Станом на 1 вересня 1946 року сільська рада входила до складу Коростишівського району Житомирської області, на обліку в раді перебувало с. Кмитів.
11 серпня 1954 року, відповідно до указу Президії Верховної ради Української РСР «Про укрупнення сільських рад по Житомирській області», до складу ради приєднано територію та с. Великі Кошарища ліквідованої Кошарищенської сільської ради. Ліквідована 11 січня 1960 року, відповідно до рішення Житомирського облвиконкому № 2 «Про зміни в адміністративно-територіальному поділі сільських рад в районах області», територію та населені пункти приєднано до складу Стрижівської сільської ради Коростишівського району.
Відновлена 28 червня 1997 року, відповідно до рішення Житомирської обласної ради «Про внесення змін в адміністративно-територіальний устрій окремих районів», в складі Коростишівського району Житомирської області, з підпорядкуванням сіл Великі Кошарища, Кмитів та Малі Кошарища Стрижівської сільської ради.
Ліквідована 30 листопада 2017 року через об'єднання до складу Глибочицької сільської територіальної громади Житомирського району Житомирської області.
Входила до складу Левківського (7.03.1923 р.) Коростишівського (28.09.1925 р., 28.06 1997 р.) районів.